# Giovanni Fabbroni
Giovanni Valentino Mattia Fabbroni (Florencia, 13 de febrero de 1752 – Pisa, 17 de diciembre de 1822) fue un economista, agrónomo, químico y naturalista italiano. 

## Semblanza
En 1755 colaboró con Felice Fontana para del museo de historia natural en Florencia (italiano: Museo di Fisica e Storia Naturale di Firenze). Desde 1777 hasta 1778 escribió  “Reflexiones sobre el estado actual de la agronomía” (francés: Reflexions sur l'état actuel de l'agricolture), un trabajo que tuvo un impacto considerable en Toscana. Se convirtió en miembro de la Accademia dei Georgofili en 1783. 
Fabbroni jugó un rol cada vez mayor en la sociedad Florentina como proponente del liberalismo económico y de la reforma agraria. También apoyó al emperador Leopoldo II. Continuó produciendo escritos eruditos, como por ejemplo Dell'Antracite o carbone di cava detto volgarmente carbone fossile (1790).
Durante la era napoleónica, Fabbroni influyó en el desarrollo del sistema métrico, y su introducción en Italia. También llevó a cabo investigaciones sobre electroquímica, particularmente algunas relacionadas con la pila de Volta. 

## Eponimia
- En 1976 se decidió en su honor llamarle «Fabbroni» a un cráter lunar ubicado cerca del borte norte del Mare Tranquillitatis.[1]